# Lucien Koch
Lucien Koch (* 2. Januar 1996 in Wildhaus) ist ein ehemaliger Schweizer Snowboarder. Er startete in den Freestyledisziplinen.

## Werdegang
Koch nahm von 2008 bis 2015 an Wettbewerben der Ticket to Ride World Snowboard Tour teil. Dabei erreichte er im Dezember 2010 mit dem dritten Platz auf der Halfpipe bei den Iceripper Junior Open in Davos  seine erste Podestplatzierung. Beim Nescafé Champs 2011 in Leysin siegte er im Slopestyle. Sein erstes FIS-Weltcuprennen fuhr er März 2011 in Bardonecchia, welches er auf der Halfpipe mit dem achten Rang beendete. Bei den Snowboard-Weltmeisterschaften 2013 in Stoneham belegte er den 28. Platz im Slopestyle. Im März 2013 holte er bei den Snowboard-Juniorenweltmeisterschaften 2013 in Erzurum Bronze auf der Halfpipe und Silber im Slopestyle. Bei seiner ersten Olympiateilnahme 2014 in Sotschi kam er auf den 28. Platz im Slopestyle. Zum Beginn der Saison 2014/15 errang er den dritten Platz bei der Big-Air-Veranstaltung freestyle.ch in Zürich. Bei den Snowboard-Weltmeisterschaften 2015 am Kreischberg belegte er den 27. Platz im Slopestyle und den vierten Rang im Halfpipe-Wettbewerb. Im März 2015 holte er beim FIS-Weltcuprennen in Špindlerův Mlýn im Slopestyle seinen ersten Weltcupsieg und erreichte damit den dritten Platz im FIS-Slopestyle-Weltcup. Im November 2015 belegte er den zweiten Platz im Big Air bei der Audi Snowboard Series in Glacier3000.
2012 wurde Koch Schweizer Meister auf der Halfpipe. Im April 2015 gewann er bei den Schweizer Meisterschaften im Slopestyle und im Big Air-Wettbewerb.